# Thomsonův můstek
Pro měření velmi malých odporů již nestačí můstky, jako třeba Wheatstoneův, protože u nich nelze vyloučit vliv přechodových odporů přívodních svorek a propojovacích vodičů. Tento můstek jako první sestavil William Thomson.

## Funkce

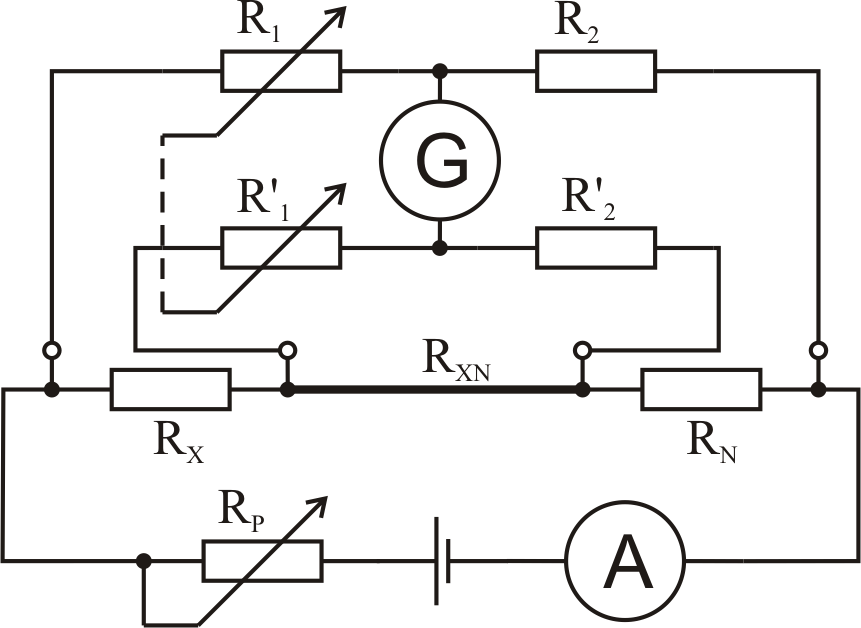
Schéma Thomsnova můstku pro měření malých odporů, tzv. dvojitý můstek

U tohoto můstku se odstraní vliv parazitních odporů použitím dvojitých přívodů. Pro velikost odporu měřeného Thomsonovým můstkem platí:
{\displaystyle R_{X}=R_{N}{\frac {R_{1}}{R_{2}}}}
Musí však být splněna vedlejší podmínka rovnováhy:
{\displaystyle {\frac {R'_{1}}{R'_{2}}}={\frac {R_{1}}{R_{2}}}}
Splněním vedlejší podmínky rovnováhy se obvykle řeší použitím dvojité odporové dekády {\displaystyle R_{1}=R'_{1}} a stejných rezistorů {\displaystyle R_{2}=R'_{2}}. Pro přesnost můstku je nutné, aby odpor spojky {\displaystyle R_{XN}} byl co nejmenší, nejvýše roven {\displaystyle R_{X}}.